# Hrvatski Nogometni Klub Orašje
HNK Orašje é uma equipe bósnia de futebol com sede em Orašje. Disputa a segunda divisão da Bósnia e Herzegovina (Premijer Liga). O Orašje joga em casa no Gradski Stadion, que tem capacidade para 3.000 lugares. As cores da equipe são vermelho e branco. O clube joga atualmente na Primeira Liga - FBiH. 

## História
O clube foi fundado em 1996. Depois de vencer a Copa Bósnia em 2006, garantiu um lugar na Copa UEFA (atual Europa League) pela primeira vez na sua história. A equipe foi eliminada na primeira pré-eliminatória, após perder os dois jogos contra os eslovenos do NK Domžale. O título da Copa de 2006 é seu único grande resultado até agora. Os torcedores do clube são conhecidos como Red Warriors.

## Títulos
- Copa Bósnia de Futebol (1): 2005/06
- Segunda Liga - FBIH (1): 2012/13 (norte)
- Copa da Herzeg-Bósnia (2): 1997/98, 1999/2000